# Joey Bishop
Joey Bishop, egentligen Joseph Abraham Gottlieb, född 3 februari 1918 i The Bronx i New York, död 17 oktober 2007 i Newport Beach, Kalifornien, var en amerikansk skådespelare och komiker.
Bishop växte upp i Philadelphia. Efter High School försörjde han sig som ståuppkomiker. 1941 gifte han sig med Sylvia Ruzga. De fick sonen Larry tillsammans.
På 1950-talet träffade han Frank Sinatra, som sedermera resulterade i hans medverkan i "Rat Pack". Trots att Bishops stjärnglans var mycket lägre än den hos Frank Sinatra, Sammy Davis Jr. och Dean Martin, kallade Sinatra Bishop för "navet i det stora hjulet". Han fungerade som organisatör av gruppens komiska material och deras scenframträdande. Han medverkade i två filmer ihop med Rat Pack, Storslam i Las Vegas (1960) och 3 mot alla (1962).
Andra filmer som han spelade i var The De nakna och de döda (1958), Pepe (1960), Johnny Cool (1963), Guide för gifta män (1967), Dockornas dal (1967), Betsys bröllop (1990) och Mad Dog Time (1996), som var tillägnad hans son Larry.

## Filmografi i urval
- 1958 – Attack över havet
- 1958 – De nakna och de döda
- 1960 – Storslam i Las Vegas
- 1960 – Pepe
- 1961–1965 – The Joey Bishop Show (TV-serie)
- 1962 – 3 mot alla
- 1963 – The Dick Powell Show (TV-serie)
- 1963 – Johnny Cool
- 1966 – Rödskinn och råskinn i Texas
- 1967 – Guide för gifta män
- 1967 – Smart (TV-serie)
- 1967 – Ro hit med stålarna!
- 1967 – Dockornas dal
- 1971 – Laugh-In (TV-serie)
- 1981 – Trapper John, M.D. (TV-serie)
- 1985 – Mord och inga visor (TV-serie)
- 1990 – Betsys bröllop
- 1996 – Mad Dog Time